# RAI Mux 5
RAI Mux 5 — пятый мультиплекс наземного цифрового телерадиовещания Италии, созданный акционерным обществом Rai Way — дочерним предприятием телерадиокомпании RAI.

## Структура и принципы работы
Пятый мультиплекс RAI используется только на тех территориях Италии, где отключено наземное аналоговое телевидение. До 15 сентября 2009 единственной зоной, где не было отключено аналоговое наземное ТВ, была телевышка Badde Urbara в провинции Ористано; этот мультиплекс до 10 сентября 2009 классифицировался как шестой. С 18 сентября 2013 мультиплекс RAI Mux 5A вещает на 11-й частоте VHF в различных сетях и на 53-й частоте UHF (730 МГц) в Валле-д'Аоста (Грессан и Сен-Венсан).

## Телеканалы
5-й мультиплекс предусматривает мобильное телевещание и вещает исключительно в HD-формате, но выделяется низкой скоростью передачи в битах и параметрами, оптимизированными только для приёма на сигнала на мобильные телефоны в формате DVB-T.
| Номер | Канал          | Примечание |
| ----- | -------------- | ---------- |
| 521   | Rai 4 HD       | FTA (HDTV) |
| 525   | Rai Premium HD | FTA (HDTV) |

### Только для Пьемонта
| Номер | Канал  | Примечание |
| ----- | ------ | ---------- |
| 300   | Rai 4K | FTA        |